# 일본 침몰 (1973년 영화)
《일본 침몰》은도호의 제작과 배급으로 1973년 12월 29일에 개봉된 영화이다. 도호의 다나카 도모유키 프로듀서가 소설의 간행과 동시에 본작을 읽고 영화화권을 취득했다.
감독은 구로자와 아키라 작품에서 조감독을 맡은 경험이 있는 모리타니 시로를 발탁했다. 각본은 구로자와의 작품에 같이 참가한 하시모토 시노부가 맡았다. 제작 기간은 약 4개월의 짧은 기간이었지만, 약 880만 명의 관객을 동원했으며, 배급 수입은 약 16억 4000만 엔(1974년 영화 부문 흥행 수입 1위)에 이르는 대히트를 기록했다. 나카노 데루요시가 감독한 특수 촬영도 아시아 영화제의 특수효과상을 수상하는 등 높은 평가를 받았다. 본작의 성공으로 모리타니 시로는 이후 '핫코타 산' 등 대작 영화를 맡을 정도의 감독의 지위를 확립하고, 도호도 1975년까지 본작에서 계속되는 형태로 '노스트라다무스 대예언', '도쿄만 염상'과 같은 패닉 대작을 하나의 노선으로서 부설하게 되었다.
미국에서는 로저 코만에 의해 공개되었다. 할리우드 배우를 사용한 추가 촬영을 해 원작보다 꽤 짧아 졌다.

## 스태프

### 본편
- 제작 총지휘: 후지모토 사네즈미(도호 영화), 다나카 도모유키(도호 영상)
- 원작: 일본침몰
- 각본: 하시모토 시노부
- 음악: 사토 마사루
- 촬영 감독: 무라이 히로시
- 촬영: 기무라 다이사쿠
- 미술: 무라키 요시로
- 녹음: 반 도시야
- 조명: 사토 고지로
- 편집: 이케다 미치코
- 조감독: 하시모토 고지
- 제작 담당자: 모리치 다카히데
- 감독 조수: 오카와라 다카오
- 스틸: 이시즈키 요시노리
- 음향 효과: 미나와 이치로
- 협력: 일본 해양산업(주)
- 녹음 스튜디오: 도호 녹음센터
- 현상: 도요 현상소
- 프로듀서: 다나카 오사무
- 감독: 모리타니 시로

### 특수 기술
- 특수 기술 감독: 나카노 데루요시
- 촬영: 도미오카 모토요시
- 미술: 이노우에 야스유키
- 조명: 모리모토 모사쿠니
- 석고: 야스마루 노부유키
- 특수효과: 와타나베 다다아키
- 조감독: 다부치 요시오
- 제작 담당자: 시노다 게이스케
- 감독 조수: 가와키타 고이치, 아사다 에이치
- 스틸: 다나카 가즈키요
- 합성: 산페이 가즈노부
- 광학 촬영: 미야니시 다케시

### 자문
- 지구 물리학(도쿄 대학 교수): 다케우치 히토시
- 내진 공학(도쿄 대학 교수): 오사키 요리히코
- 해양학(도쿄 대학 교수): 나스 노리유키
- 화산학(일본 기상연구소 지진 연구 부장): 스와 아키라
- 작가: 고마쓰 사쿄

## 출연

### 본편 크레딧
- 다도코로 유스케 박사: 고바야시 게이주
- 야마모토 총리: 단바 데쓰로
- 오노데라 도시오: 후지오카 히로시
- 아베 레이코: 이시다 아유미
- 구니에: 나가마루 다다오
- 유키 다쓰야: 나쓰야기 이사오
- 하나에: 스미 유리코
- 노자키 특사: 나카무라 노부오
- 요시무라 히데오: 가미야마 시게루
- 유키나가 노부히코 조교수: 다키타 유스케
- 산무라 비서관: 가토 가즈오
- 가타오카: 무라이 구니오
- 총리부 총무장관: 다루미 고로
- 오노데라의 형: 닛타 쇼켄
- 방위청 장관: 모리 간타
- 야마시로 교수: 다카하시 마사야
- 헬기 조종사: 지이 다케오
- 과학 기술청 장관: 스즈키 미즈호
- 내각 관방장관: 호소카와 도시오
- 야마모토 총리 부인: 사이토 미와
- D-1 학자: 주조 시즈오
- 노인의 아들: 모리시타 데쓰오
- 해양 학자: 가지 데쓰야
- D-1 공안계: 나고야 아키라
- 통산대신: 마스시타 다쓰오
- 건설대신: 가와무라 고지
- 오이즈미 교수: 곤도 준
- 해양조사선 선장: 미야지마 마코토
- 변두리의 노인: 오쿠보 마사노부
- 조사단원: 우치다 미노루
- 통합 막료본부 의장: 하야카와 유조
- 총리부 담당관: 이시이 히코아키
- 조사단원: 이나가키 쇼소
- 국제 연합 위원: 나카무라 아키라
- 외무대신: 이토 고이치
- 비상 재해 대책 본부의 관료: 나카타 쓰토오
- 조사단원: 오키 시로
- 운수대신: 야마모토 다케시
- 총리부 담당관: 이마이 가즈오
- 헬기 조종사: 스즈키 하루오
- 정부 관계자: 다나카 시코
- 비상 재해 대책 본부의 관료: 쓰다 미쓰오
- 다쓰미마루 항해사: 오쓰키 유지
- 방재센터 소장: 구마가이 다쿠조
- D-1 본부의 직원: 고마쓰 에이자부로,가도와키 사부로
- 얏쟌: 핫토리 다에코
- 노인의 아들의 신부: 가와구치 세쓰코
- 총리관저의 가정부: 고바야시 이쓰코
- 호주 수상: 앤드류 휴즈
- 중국 특사: 벤 헨리
- 나카타 가즈노리: 니타니 히데아키

### 본편 논 크레딧
- 다케우치 교수: 다케우치 히토시(본인)
- 야마모토 총리의 운전기사: 나카지마 하루오
- 도망치는 주민: 가토 시게오, 기타이라 요시에
- 국제 연합 위원: 프란츠 그루버
- 외신 기자: 오스만 유세프
- 열차 안의 난민: 나쓰키 준페이
- 나레이션・경시청 긴급 통신: 이치카와 오사무
- 프로그램의 사회자・라디오 재해 방송: 오루이 마사테루
- 자위대,경찰 무선: 카미야 아키라
- 요코스카 기지, PS1: 쓰지무라 마히토
- 라디오 아나운서: 사쿠마 이사오

※원작자 고마쓰 자신도 첫머리에서 오노데라와 요시무라가 협의를 하는 장면에서 카메오로 출연하였다.